# Contea di Zhongmu
La contea di Zhongmu (中牟县S, ZhōngmùP) è una contea della Cina, situata nella provincia di Henan e amministrata dalla prefettura di Zhengzhou.